# Попівка (Тернівська сільська громада)
Попі́вка — село в Україні, у Черкаському районі Черкаської області, у складі Тернівської сільської громади. У селі мешкає 1039 людей. На території Попівки знаходиться одне з двох водосховищ колишнього Смілянського району, на р. Гнилий Ташлик. Мінерально-сировинні запаси: сірий граніт, площею 28,0 тис. м²; пісок, площею 14,0 тис. м².

## Назва

### Назва села
За легендою та переказами старожилів, назва села з'явилась, коли тут жив і працював попом один чоловік, який мав доньку. Вона була наділена природною красою і була настільки вродлива, що проїжджі та приїжджі люди завжди казали: «О, це ж тут мешкає та сама прекрасна попівна!» І коли йшлося про вказівку дороги до Попівки чи про село як про кінцевий пункт призначення, то люди завжди використовували у своєму мовленні цю яскраву ознаку як орієнтир, наприклад: до попівни; там (туди), де попівна живе; повз попівну і таке ін.
Так, за цією версією, етимологічно назва ґрунтується на слові, яке позначає доньку по відношенню до її батька за його професійною діяльністю:
піп → попова донька → попівна → Попівка.
За лінгвістично-історичною версією, у XVI—XIX ст. на південно-східних околицях Речі Посполитої, завдяки багатокультурності, найменування професій, світських і церковних функцій у посесивній формі знайшло відображення у топонімії, часто диференційованій на цій території географічно. Давньоруське п о п ъ (укр. піп, попа) зустрічається в різних морфологічних структурах із суф. -ов-, -овка в 17—18 століттях: Popow, Popowa, Popowo на Поділлі, Брацлавщині, Київщині та Чернігівщині; Popowiczew лише у колишньому воєводстві Чернігівському; P o p o w k a значиться на Волині, а також у воєводстві Чернігівському та Київському; лексема pop з'являється у 18 столітті у таких назвах: Popow-Róg (1789, Київське воєводство), Popowa Słoboda (Чернігівське воєводство) та ін.
Отже, за цією версією, назва походить знову ж таки від слова піп і утворилась за допомогою присвійного прикметника з додаванням суфікса:
піп → поповий → Попівка.

### Назви сільських кутків та місцевостей
Попівка історично ділиться на декілька кутків:
- Дігтярка — раніше тут жив чоловік, що займавсь дігтярством — дігтяр;
- Центр — назва відповідно до географічного центру села та зосередження адміністративних, культурних та освітніх закладів;
- Клюшниця — там мешкав дід, який був ключником, у нього на великій в'язці було багато ключів від усіх приміщень у Попівському маєтку та господарчих споруд, і коли він ходив з нею, то чувся характерний дзенькіт;
- Минівка — давно на цьому місці найперший оселився козак, ім'я якого було Миня;
- Самарія — на місці, де починається цей куток стояла похилена скромна хатина, у якій жила одинока жінка на ім'я Марія, і коли люди питали, хто там живе, то місцеві їм відповідали «се (суч. укр. це) Марія, се Марія тут живе»;
- Маркотети (пагорби) — назва ґрунтується на трагічній історії про молоду жінку, яка мала малого сина Маркá, що якось погнав випасати худобу на цих пагорбах і зник (загинув), а мати ходила потім цими пагорбами шукати його та без упину гукала на весь голос «Марко, де ти..?», а через акустичні особливості горбів у відповідь їй чулося лише відлуння «марко-те-ти»;
- Волинець (пляжне місце) — пологе мілководдя на річці на Самарії, де мали можливість купатися діти, а найближче до нього проживала жінка з прізвищем Волинець;
- Ковалиський яр — розлогий яр зі штучним ставом та природним джерелом у своїй низині простягається у напрямку до сусіднього села Ковалиха;
- Западнá (урочище);
- Парубоцькі кринички — скупчення природних джерел води у глибині лісу Карнаух, де раніше завжди збиралися парубки для відпочинку;
- Карна(в)ух (ліс) — колись на Парубоцьких криничках сталася така запекла бійка між молодиками, що одному аж вухо відкарнали[6].

## Історія

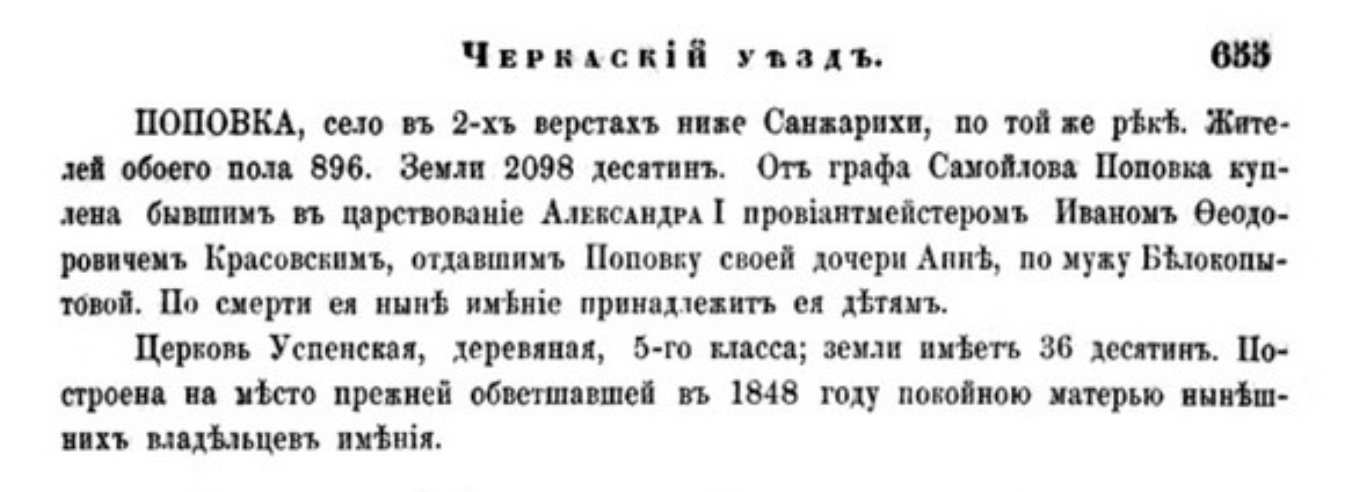
Замітка про Попівку у книзі Лаврентія Похилевича

Село засноване в першій половині XVII століття, а перша письмова згадка датується 1764 роком. Саме в цьому році у Смілянській волості Київського воєводства і повіту був зроблений перепис євреїв.

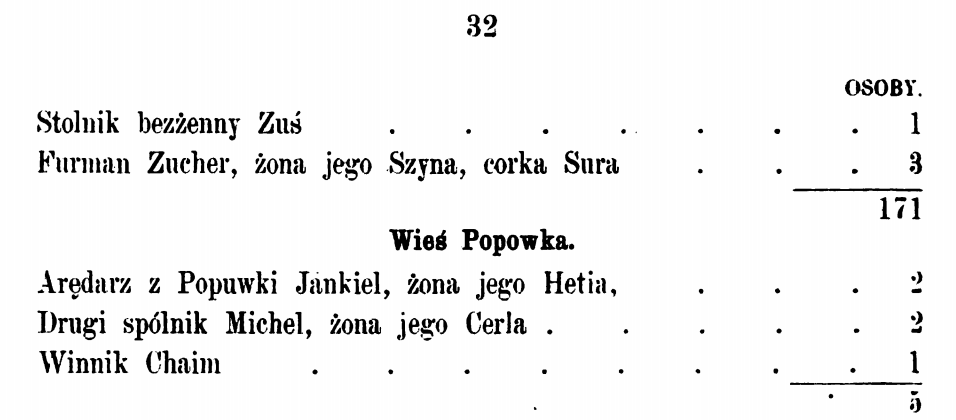
Перепис євреїв-попівчан, 1764 рік

2 січня 1787 року — князь Францішек Ксаверій Любомирський продає всі свої маєтності Смілянщини князеві Г. О. Потьомкіну. Ці маєтності економічно розподілялися на сім ключів: Смілянський, Шполянський, Туріянський, Вільшанський, Городиський, Радиванівський, Межирицький. Серед усіх містечок та сіл перейшла у власність Г. О. Потьомкіна і Попівка, яка на той час знаходиться саме у Смілянському ключі.
1793 рік — Попівка у складі великого Смілянського маєтку, внаслідок його тривалого спірного розподілу після смерті Г. О. Потьомкіна 5 (16) жовтня 1791 року між племінницями та племінниками князя, закріплюється за графом Олександром Самойловим.
З жовтня 1798 року — Попівка у складі Чигиринського повіту Київської губернії. З листопада 1800 року — село належить до Ташлицької волості Черкаського повіту Київської губернії.
26 серпня 1807 року — Олександр Миколайович Самойлов продає Попівку разом із залежним населенням провіантмейстеру (за часів царя Олександра І) Івану Федоровичу Красовському. Після його смерті майно залишається у Ксенії Степанівни Красовської (дружини). Коли померла і вона, то, за негласним заповітом, єдиною власницею Попівки стає саме їхня дочка Анна Красовська (у шлюбі — Білокопитова). Її чоловік Іван Петрович Білокопитов (1762—1825) з 1806 по 1815 рік воював проти Оттоманської Порти і наполеонівської Франції. 27 грудня 1815 р. він завершив військову кар'єру у званні генерал-майора, і відтоді оселився з дружиною у с. Попівка.
1827—1850 рр. — Попівський маєток і землі у власності Анни Іванівни Білокопитової, яка на цей період стала вже вдовою.
1848 року за бажанням А. І. Білокопитової було збудовано нову Успенську церкву на місці колишньої, застарілої. При церкві 36 десятин землі, вона дерев'яна та належить до 5-го приходського класу.

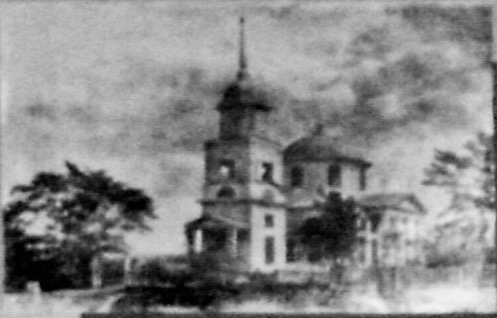
Церква Успіння Пресвятої Богородиці у с. Попівка у період 1848—1930 рр.

25 липня 1850 р. — внаслідок смерті А. І. Білокопитової їхні з Іваном Петровичем діти (Іван, Микола, Єлизавета, Олена, Оксана та Марія), окрім найстаршого з синів Михайла, уклали роздільний акт на Попівську маєтність. За ним, рухоме та нерухоме майно відійшло Миколі та Івану, а їхні сестри отримали грошовий наділ. Очевидно, грошову виплату взяв і Михайло, але раніше. З різних причин відтоді у Попівці з усіх вищезгаданих спадкоємців господарював одноосібно Микола Іванович Білокопитов.
1861 рік — Попівка є адміністративним центром Попівської волості Черкаського повіту Київської губернії, до складу якої входять села Попівка та Санжариха.

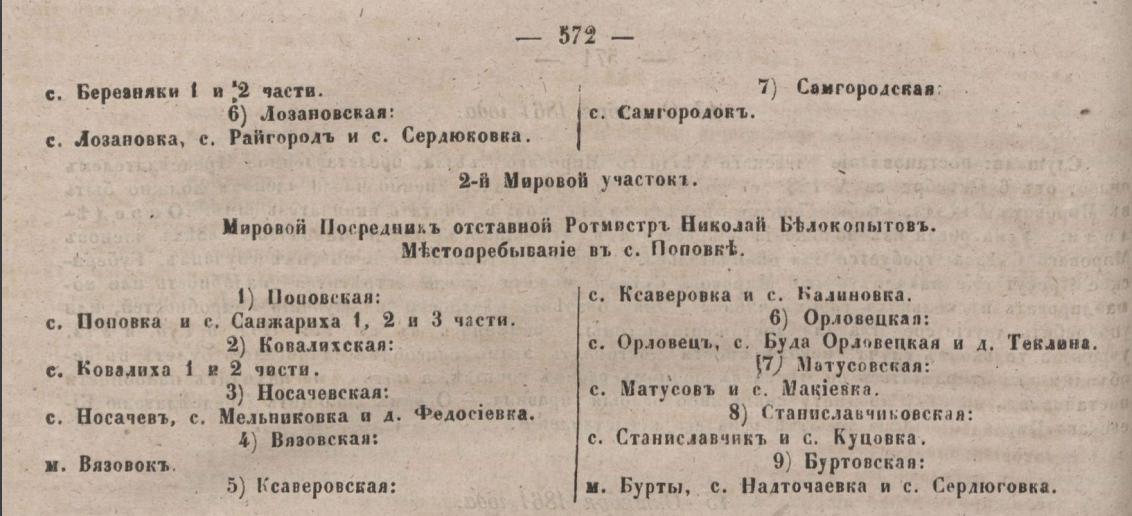
Адміністративний устрій села станом на 1861 рік

В селі було 896 мешканців, 2098 десятин землі. Колишня власність графа Самойлова, від котрого набута Іваном Красовським та успадкована його донькою Анною Білокопитовою, належить її спадкоємцям.
1879 рік — починає працювати початкова школа сільської управи. Учителем цієї школи був Бондар Іван Якович, житель села Попівки, який здобув освіту у дяка Тарковського в місті Біла Церква. Окремого шкільного приміщення не було, а навчання проводилося в одній кімнаті при розправі. Це була народна школа з трирічним навчанням. Основними предметами в ній були чистописання, читання та вивчення псалтиря. Навчання велося старослов'янською мовою. У школі панувала так звана «палкова дисципліна» — били усіх і за всяку провину.
Весною 1881 року помирає Микола Іванович Білокопитов. Управління Попівськими маєтностями беруть у свої руки його зять Ілля Ілліч Мечников та дружина Єлизавета Іванівна Білокопитова (до шлюбу Граве), яких 20 травня 1881 р. Черкаська Дворянська опіка назначила опікунами для неповнолітніх дітей (крім Ольги та Катерини) Миколи Івановича та Єлизавети Іванівни.
1882 рік — помирає і Єлизавета Іванівна, замість якої опікуном стала Катерина Миколаївна Білокопитова (сестра-близнючка Ольги), а в травні цього ж року І. І. Мечников йде у відставку з Імператорського Новоросійського університету через утиски з боку міністерства освіти та за проукраїнську позицію і патріотизм. Тому вже у 1883 році він разом з усім молодим сімейством Білокопитових остаточно переїжджає у Попівку для постійного проживання і керування справами маєтку.
1883 рік — І. І. Мечников організовує будівництво церковнопарафіяльної школи. Восени цього року воно було повністю завершене. Таким чином, відтоді у Попівці одночасно діяли дві школи. Церковнопарафіяльна і народна школа проіснували до 1903 року, а потім були реорганізовані у одну Міністерську народну школу, де дітей навчав місцевий житель, Тихоненко Юрій Макарович, який 1902 року закінчив навчання в духовній семінарії Києва.
1902 рік — маєток Білокопитових й саму Попівку разом із одною православною церквою, двома школами, одним водяним млином та чотирма вітряними й трьома кузнями купує колезький асесор Олександр Йосипович Добровольський. Відтоді він займається там не лише рослинництвом, а й тваринництвом: Добровольський розводить у Попівці корів симентальської породи (стадо мало до 200 голів) та коней. На жаль, ця галузь припиняє свій розвиток у 1908 році у зв'язку зі смертю О. Й. Добровольського.
1912 рік — за рішенням земства розпочалось будівництво нової школи, розрахованої на три класні кімнати, яке завершилось на початку 1914 року. Навчання там спершу було трирічне, але у 1916 році за клопотанням більшості прогресивного населення Попівки була створена вже трудова семирічна школа, яка діяла до листопада 1917 року. Після Жовтневої революції тоді ще нова школа припинила працювати. Процес навчання відновився лише 1919 року. Керував в цей період школою Льодін Дмитро Аркадійович, але на той час вона знову стала не семирічною, а Попівською початковою школою на чотири класи. У ній вже не вивчали Закон Божий, але учням обов'язково треба було знати щонайменше дві молитви, адже їх щосуботи водили до Успенської церкви. У 1919—1920 рр. школа працювала непостійно, внаслідок наявності в селі різних «куркульських» угрупувань: часто розганяли дітей під час занять, переслідували вчителів, які почали активно допомагати революційному комітету насаджувати радянську владу у Попівці. Кривавою розв'язкою цього протистояння стало вбивство вчителя Бідного Якова Олексійовича у 1921 році.
1918 рік — утворено сільськогосподарську комуну під назвою «Воля». 1929 року, внаслідок жорсткого насадження радянською владою суцільної колективізації, попівчани змушені були створити колгосп «Серп». У 1947 році його перейменовано на «Пам'ять Леніна». 1992 року відбулась реорганізація колгоспу у колективне сільськогосподарське підприємство (КСГП) «Пам'ять Леніна». А у 2000 році КСГП перетворено в сільськогосподарське товариство з обмеженою відповідальністю (СТОВ) «Надія».
Травень 1918 року — на території села відбувалися криваві сутички партизанів з німецькими та австро-угорськими окупантами, які примусово вилучали продовольство.
20 грудня 1919 року — під час погромів останніми військовими частинами ЗСПР у м. Сміла Київської губернії, що тривали ще із серпня 1919 р., із с. Попівка відстрілювались гарматами червоні партизани у бік міста, і таким чином прогнали нападників.
1920 рік — сільську церкву та школу було відокремлено одну від одної. Трохи пізніше, на зламі 30-х — 40-х рр., внаслідок широкомасштабних антирелігійних та антицерковних кампаній в Україні, впроваджених радянською владою, церкву Успіння Пресвятої Богородиці у с. Попівка зруйнували, а залишки придатних будівельних матеріалів використали для будівництва сільського клубу.
В 1932—1933 роках у селі від голоду загинуло близько 111 осіб. На сьогодні встановлено імена лише 24 людей (на підставі свідчень очевидців Голодомору Донцової Віри Федорівни, Одородько Ганни Сергіївни, Овчаренко Марії Романівни):
| - Гайдар (жінка), 1933 р.; - Гайдар (чоловік), колгоспник, 1933 р.; - Канавенко (мати), колгоспниця, 1933 р.; - Канавенко (не пам'ятають, хто за статтю), дитина, 1933 р.; - Канавенко Василь (син), дитина, 1933 р.; - Канавенко Іван (син), дитина, 1933 р.; - Канавенко Марія (дочка), дитина, 1933 р.; - Канавенко Микола (батько), колгоспник, 1933 р.; - Канавенко Михайло (син), дитина, 1933 р.; - Канавенко Мотря (дочка), дитина, 1933 р.; - Канавенко Павло (син), дитина, 1933 р.; - Канавенко Санька (дочка), дитина, 1933 р.; | - Макуха (батько), колгоспник, 1933 р.; - Макуха (дочка), дитина, 1933 р.; - Макуха (дочка), дитина, 1933 р.; - Макуха (дочка), дитина, 1933 р.; - Макуха (мати), колгоспниця, 1933 р.; - Макуха (син), дитина, 1933 р.; - Макуха (син), дитина, 1933 р.; - Макуха (син), дитина, 1933 р.; - Макуха (син), дитина, 1933 р.; - Макуха (син), дитина, 1933 р.; - Овчаренко Ничипір Олексійович, колгоспник, 1933 р.; - Танцюра Ганна Ізотовна, дитина колгоспників, 1933 р. |

3 лютого 1944 року — оголошено про вигнання з села нацистських окупантів. За мужність та відвагу 247 жителів Попівки відзначено урядовими нагородами, 202 мешканці загинуло під час Другої світової війни.
18 листопада 2009 року — поблизу цвинтаря відбулося відкриття меморіалу, присвяченого жертвам Голодомору 1932—33 рр., а у серпні 2018 року завідувач науково-дослідного відділу Національного музею Голодомору-геноциду Лариса Артеменко та старший науковий співробітник Ольга Вигодованець здійснили науково-пошукову експедицію до Черкаської області (Городищенський, Смілянський та Чигиринський райони). До їхнього дослідницького плану увійшла і Попівка, де місцевий житель Олександр Савович Шаповал (1925 р. н.) розповів їм про особливості хлібозаготівельної кампанії, яка фактично перетворилася на вилучення усіх продовольчих запасів. Непокірних викликали на допити, погрожували виселенням. Голод посилювався. Сільрада організувала щоденне вивезення трупів померлих. Ці відеоспогади можна переглянути на тачскрінах у Залі пам'яті музею у Києві.
До 12 липня 2018 року — адміністративний центр Попівської сільської ради Смілянського району Черкаської області, у підпорядкуванні якої перебуває селище Червоне.

## Населення

### Мова
Розподіл населення за рідною мовою за даними перепису 2001 року:
| Мова       | Кількість | Відсоток |
| ---------- | --------- | -------- |
| українська | 1024      | 98.56%   |
| російська  | 15        | 1.44%    |
| Усього     | 1039      | 100%     |

## Найвідоміший житель

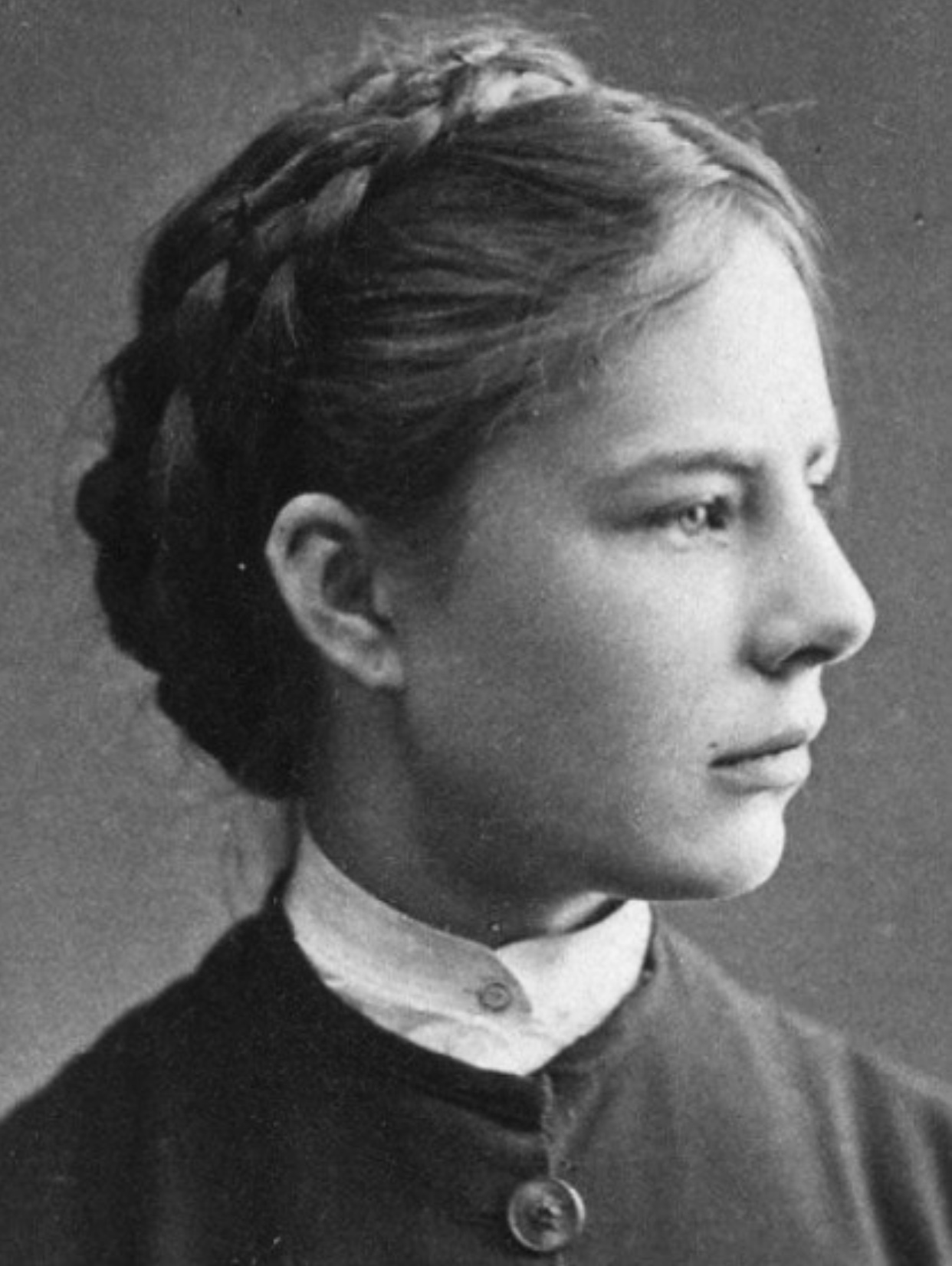
Ольга Білокопитова, 1873 рік

Мечников з дружиною Ольгою та її братом і сестрою

1858 року в селі народилась Ольга Миколаївна Білокопитова, дочка маршалка одеського шляхецтва Миколи Білокопитова та друга дружина видатного вченого та лауреата Нобелівської премії Іллі Мечникова. Сам учений вперше приїхав сюди у 1875 році. 14 лютого того ж року він одружився з Ольгою. Відтоді кожного року на весну-літо подружжя приїздило до Попівки — у садибу-родове гніздо, що стояла понад річкою Гнилий Ташлик й від котрої ще й досі в селі залишилася панська комора, яка слугує і тепер, водяний млин, який працював до початку XXI ст., а зараз руйнується, та залишки муру.
Так було до 1881—1882 рр., коли підуть з життя один за одним батьки Ольги Миколаївни. Якраз після цього Ілля Ілліч Мечников подав у відставку, і поселився з коханою Ольгою в маєтку у Попівці, взявши опіку (разом із сестрою-близнючкою Ольги — Катериною) над її меншою сестрою Оксаною та братами: Володимиром, Миколою, Василем, Костянтином, Олександром.
Загалом всесвітньо відомий вчений прожив в селі 13 років поспіль. За цей час Мечников обладнав у селі свою приватну лабораторію та за власний кошт звів церковнопарафіяльну школу, що розміщується і дотепер неподалік нинішньої сільської школи.
У тій лабораторії він завершив роботу у всій повноті над дослідженням явища фагоцитозу, адже на той час міг вільно і спокійно працювати лише тут, у Попівці, а не в Одесі, наприклад. Окрім дружини, яка в усьому йому допомагала, сприяли успішній науковій діяльності І. І. Мечникова природа і ландшафт Попівки: повновода велика річка, ліс, поля із сільськогосподарськими культурами, де він вів систематичні зоологічні дослідження. Так, в 1879—1880 рр. Мечников вивчає біологію хлібного жука (Anisoplia austriaca), що нищив посіви в Попівському маєтку й у нього виникає новаторська ідея мікологічної боротьби з цим шкідником, тобто штучного зараження жука патогенним грибком — мускаридином. Провівши експериментальне зараження жука в сільській лабораторії, вчений переніс культуру грибка на дослідні поля й отримав обнадійливі результати. Займався він і походженням риб та інших хребетних, спостерігаючи за живністю Гнилого Ташлика на території Попівки. Зі збором піддослідного матеріалу Мечникову допомагали місцеві діти.

Збереглися відомості, що вчений добре почувався серед природи Попівки: вранці бігав до річки, ходив босоніж берегами, полював сачком, полюбляв піші прогулянки околицями мальовничої Попівки.

Ілля Мечников з дружиною на прогулянці за Попівкою, фото з експозиції сільського музею

Для вшанування пам'яті про славетного жителя в 2000 році ім'ям вченого назвали сільський провулок, а в сільській школі, в одному з навчальних класів, було оформлено кімнату-музей Іллі Мечникова, в експозиції якого також зберігається ряд цінних архівних і фотоматеріалів (світлини обійстя Білокопитових, старої сільської школи, самого вченого з дружиною на прогулянці за Попівкою тощо).

## Інфраструктура

### Об'єкти забезпечення життєдіяльності села
Сучасна Попівська школа (будівля) існує вже більше ста років. До 2020 року включно загальноосвітня школа мала І—ІІ ступінь і надавала змогу дітям навчатись до 9 класу. У червні 2020 року навчальний заклад було примусово реорганізовано тодішнім керівництвом Тернівської ОТГ у початкову школу.
З червня 1996 року готує до школи найменших жителів села ДНЗ № 23 Росинка, який знаходиться поруч неї, на місці, де була Успенська церква.

Основна зала будинку культури вміщує 400 сидячих місць. В окремому приміщенні є змога пограти в настільний теніс та ін. Ще в одній залі проводяться церемонії реєстрацій шлюбу.

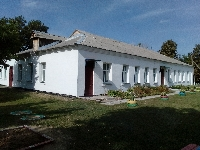
На подвір'ї дитячого садка у с. Попівка

Сільська громадська бібліотека працює у будівлі БК. У 1972 році її обсяг сягав 8100 книг. Також там пропонується для читання різна періодика.
З 2008 року у селі працює парафія Успіння Пресвятої Богородиці УПЦ КП. Приблизна кількість парафіян — 100. Церковні обряди та служіння проходять у пристосованому приміщенні, а саме у тій самій (раніше) церковнопарафіяльній школі, збудованій І. І. Мечниковим. Причиною цього є попереднє знищення оригінальної будівлі Успенської церкви в с. Попівка у XX ст. Священиком працює Гринів Василь Ярославович (Черкаська Єпархія УПЦ).
Територія поховання ділиться на дві частини: старе і нове кладовища, які є суцільною земельною ділянкою, але розділені умовно ворітьми на вході до нового кладовища. Старе кладовище починається недалеко від подвір'я сучасного дитсадка, адже ще століття назад на цьому подвір'ї височіла Успенська церква, тому це було продумано з погляду розташування. Серед могил на старому цвинтарі вже малоймовірно віднайти конкретне захоронення — час нещадно рівняє ледь помітні горбики могил із землею, а відсутність у більшості будь-яких пам'ятних знаків тим більш заплутує історію. Тим не менш, там поховані члени дворянського роду Білокопитових, з трьома поколіннями яких пов'язаний цілий пласт історії Попівки. Загальна площа сільського кладовища — 2,37 га.

За адресою вул. Центральна, 56 розташований Попівський ФАП, який забезпечує послуги з надання первинної медичної допомоги та направлення до лікаря-спеціаліста.

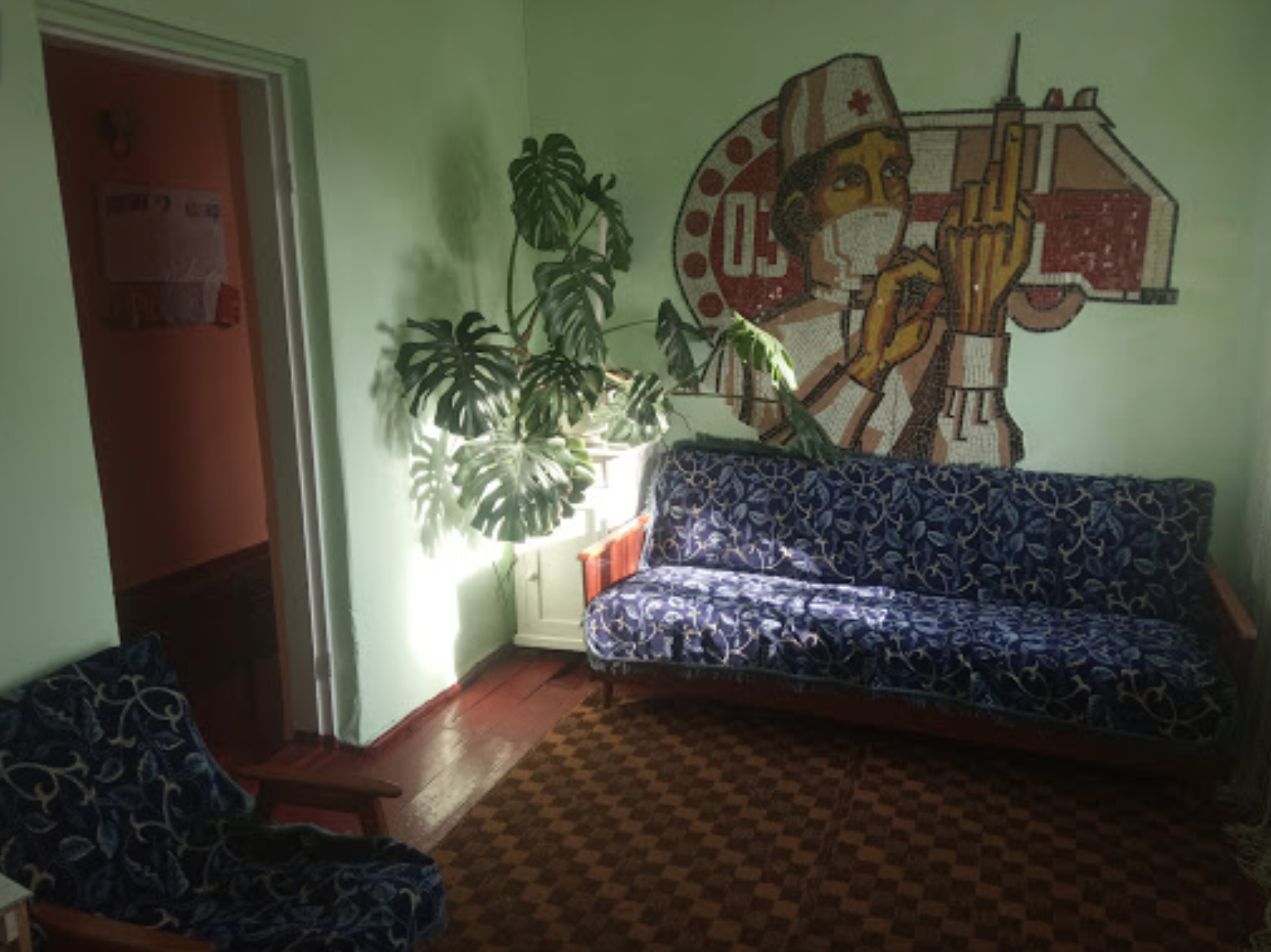
Кімната очікування, ФАП у с. Попівка

Провадить господарську діяльність з торгівлі лікарськими засобами та товарами медичного застосування (без права виробництва лікарських засобів) державна Аптека № 105, за адресою вул. Центральна, 62.
З 2000 року у Попівці веде діяльність СТОВ Надія, засновником якого є Половинка Микола Михайлович. Сільськогосподарське товариство займається вирощуванням зернових культур (крім рису), бобових культур і насіння олійних культур на полях села. Крім цього в селі є ще два приватні підприємці: Хоменко Олександр Володимирович, що керує фермерським господарством «АГРОДАР 2014», та Одородько Богдан Юрійович. Вони також займаються зерном, орендуючи пайову землю у селян. Є у Попівці і рибний бізнес, засновником якого є відомий у світі український веслувальник Мотузенко Олександр Олексійович: для ведення прісноводного рибництва використовують місцеву річку та дамбу.
Відділення Укрпошти розташоване у будівлі старостату. 2010 року на території села зведено вежу мобільного зв'язку української телекомунікаційної компанії Київстар, яка забезпечує Попівку покриттям 4G. У 2012 році ще один національний оператор місцевого й мобільного зв'язку Інтертелеком встановив свою вежу в селі, на території тракторної бригади. Вона забезпечує покриття покоління 3G.
В селі працюють три крамниці — дві продовольчі (ФОП Ружин В'ячеслав Дементійович та ін.) та одна з господáрським асортиметом (ФОП Трушкевич Олег Юрійович), а також один кіоск.

### Транспорт
В населеному пункті розвинене автобусне сполучення. Крізь Попівку прямують такі місцеві рейси як:
1. Сміла — Попівка;
2. Сміла — Санжариха;
3. Сміла — Сердюківка[58].

Доступне також пряме сполучення з Черкасами рейсовим міжобласним автобусом Черкаси — Новомиргород.
Поблизу Попівки, як і крізь неї пролягають траси автомобільних доріг державного та місцевого значення. Основними автошляхами, які проходять найближче до села, є автомобільна дорога національного значення Н01 сполученням Київ — Знам'янка. Ця дорога відповідає параметрам III технічної категорії та проходить з північно-східного боку, на відстані 12,1 км від села. На відстані 7,5 км від села проходить траса автомобільної дороги національного значення Н16 сполученням Золотоноша — Черкаси — Сміла — Умань. Вказана дорога лежить з північно-західного боку села та також відповідає параметрам III технічної категорії.
Безпосередньо через село проходить траса автомобільної дороги територіального значення Т 2414, яка сполучає маршрут Сміла — Ташлик — Капітанівка — Новомиргород та відповідає параметрам IV технічної категорії. В межах села траса цієї дороги проходить вулицею Центральною. Також селом пролягає траса автомобільної дороги обласного значення О241305, яка має сполучення Ковалиха — Попівка — Червоне. В межах села траса цієї дороги проходить вулицями Мороза, Центральною та провулком Романенка. Шлях районного значення С241304 сполученням /Ковалиха — Попівка — Червоне/ — Сердюківка — ст. Сердюківка на території Попівки пролягає там само.

## У мистецтві
Село змальоване у повісті Тодося Осьмачки «План до двору», і, як пояснює сам автор у передмові, прототипів головних героїв він взяв з іншого краю й змінив їм імена, аби убезпечити на момент публікації ще живих учасників цих подій від будь-яких переслідувань. Звідси й накладання деяких запозичених на реальні географічні назви, що пов'язані з Попівкою, наприклад, Гнилий Тікич — це, насправді, Гнилий Ташлик (річка) та ін. Твір було завершено 12 лютого 1950 року, а видано 1951 року, хоча самі зображені перипетії стосуються періоду примусової колективізації у сільських місцевостях. Там Попівка фігурує як основний художній топос, на фоні якого відбувається розвиток подій у сюжетних лініях, як-от:
|  | Південне сонце, неначе крізь вінець велетенського колоска, з розпеченими остюками, зупинило попівські поля, село і облупану церкву разом з кладовищем, які були все-таки не такі чутливі, як людське око. Тітка Лепестина зайшла із сходки чогось просто до одного селянина і в його хаті з півгодини побувши пішла стежкою через кладовище на Будяківський куток. |

|  | А тим часом поволі підводився місяць на небо у тім напрямку, де має бути Чигиринський ліс. І навколо Попівки заблищали від його світла і високі могили, і далекі горби, і затемнені чарівними тінями долини. А вся Попівка уже без садків, без тополь і без яворів оголена заблищала білими стінами хат над Гнилим Тікичем, який пересікає її вздовж від Сердюківки до Ташлика. А церква на вигоні і без хрестів, і без вікон, з опалою штукатуркою, якоюсь рудою понурістю витяглася над селом і робила кладовище чорнішим і поле пустельнішим. |

|  | Добра штука! І він швидко знов ударив коня і кінь пішов тюпака проз хутір. І коли голова Попівського колгоспу оглянувся, то ззаду виднів лише вершок тополі, а все інше затулило поле горбом. Кінь став. Їздець його не гонив, їздець почав нерішучо оглядатися на боки, і, нікого не помітивши, крім села Санджарівки в долині, якось винувато потяг за ліву возжину коня, і той повернув назад у напрямку до Попівки... |

## Пóстаті
- Романенко Феодосій Юхимович (1907 — січень 1944) — рядовий солдат-червоноармієць 936-го стрілкового полку 254-ї стрілкової дивізії, пропав безвісти під час визволення Попівки у Другій світовій війні, пізніше знайдений убитим[66]. Похований на центральній площі села у парку. Іменем бійця названо сільський провулок[67].
- Лисюк Іван Феоктистович (1900 — 27.01.1944) — рядовий солдат-червоноармієць 936-го стрілкового полку 254-ї стрілкової дивізії, загинув під час визволення Попівки у Другій світовій війні. Первинне місце поховання — на сільському кладовищі, перепохований на центральній площі села у парку[68]. Через неточності у документуванні є ще два варіанти прізвища: Лисак, Лисок[69]. Його іменем названий провулок села, але у варіанті саме Лисюк[70].
- Цегельник Іван Євдокимович (? — 27.01.1944) — рядовий солдат-червоноармієць 933-го стрілкового полку 254-ї стрілкової дивізії, загинув під час визволення Попівки у Другій світовій війні. Похований на центральній площі села у парку[71][72]. Внаслідок неточного розшифрування списків загиблих солдат (складених від руки), є інший варіант прізвища — Цивільник, але один з провулків Попівки має назву Цегельника[73].
- Ларьов Іван Васильович (4.05.1915 — 30.01.1944) — командир кулеметного взводу 936-го стрілкового полку (254-а стрілкова дивізія, 52-а армія, Воронезький фронт), лейтенант. Уродженець села Локоть (тепер Цілинного району Алтайського краю), із сім'ї селянина. Росіянин за національністю, закінчив 5 класів, працював у колгоспі. В Червоній Армії у 1937—39 рр. брав участь у спорудженні важливих об'єктів Комсомольська-на-Амурі у складі Особливого військово-будівельного корпусу. В діючій армії з лютого 1942 року. Закінчив курси молодших лейтенантів. І. В. Ларьов у складі штурмової групи з двома кулеметними розрахунками 1 жовтня 1943 року переправився через Дніпро в районі села Хрещатик (Черкаський район Черкаської області). Гітлерівці намагались запобігти захвату червоноармійськими підрозділами цього села, проте радянським піхотинцям вдалось витіснити супротивника й захватити околицю села. Проти союзних підрозділів воювало близько одного батальйона гітлерівців. В найнапруженіший момент бою за кулемет загинув сам командир, а коли закінчились патрони для кулемета, лейтенант Ларьов, хоч і був поранений, підняв свої розрахунки й з гвинтівкою в руках влився у бойові порядки стрілкового взводу. В рукопашній сутичці він знищив чотирьох фашистів. Ворог мусив відступити. Лейтенант І. В. Ларьов згинув у бою за Попівку 30 січня 1944 року. Указом Президіуму Верховної Ради СРСР від 22 лютого 1944 року за мужність, відвагу та героїзм, виявлені в боротьбі з німецько-фашистськими загарбниками, лейтенанту Ларьову Івану Васильовичу присвоєно звання Героя Радянського Союзу. Нагороджений також орденом Леніна. Похований в селі Попівка (колишнього Смілянського району Черкаської області)[74]. Іменем героя названо одну з вулиць Попівки.
- Бондар Олександр Іванович (1928—2003) — Герой Соціалістичної Праці, уродженець с. Попівка[75].
- Гирник Сергій Миколайович (нар. 2.08.1966) — воїн-афганець, рядовий солдат Радянської армії (278-ма ДКБр, 692-й ОДКБ, в/ч пп 24026). Учасник бойових дій в Афганістані з 11 лютого 1986 року по 25 грудня 1987 року в районі перевалу Саланг. Після призову на військову службу (20 листопада 1985 року) був направлений у складі групи із приблизно 50 новобранців до центру підготовки військовослужбовців, який знаходився на території ТуркВО у м. Ашхабад. Там навчався у підрозділі водіїв-механіків бронетехніки. Після цього потрапив до окремого дорожньо-комендантського батальйону, який дислокувався у населеному пункті Душак. Зі спогадів Сергія Миколайовича, щоденно на виконання бойового завдання за маршрутом виходило близько 15 екіпажів БТР-70 для охорони та забезпечення порядку руху автотехніки на магістральній дорозі Пулі-Хумрі — Саланг — Баграм. Постійно мали сутички та перестріли з моджахедами, і за весь час комендантської служби їхньому екіпажу БТР № 247, де він був водієм-механіком, часто доводилося вступати у бій з «душманами» на різних ділянках маршруту. Завжди підтримувався радіозв'язок зі сторожовими заставами, автоколонами та центром авіаційної підтримки, а також екіпаж надавав технічну допомогу автомобільним підрозділам[76].
- Третяк Олександр Анатолійович — воїн-афганець.
- Голубчик Василь Миколайович — воїн-афганець.

## Пам'ятки культури
На території села є 4 пам'ятки культурної спадщини:
- Водяний млин (мур.);
- Господарчий склад (мур.);
- Братська могила радянських воїнів;
- Пам'ятник воїнам-односельцям.